# Hale Irwin

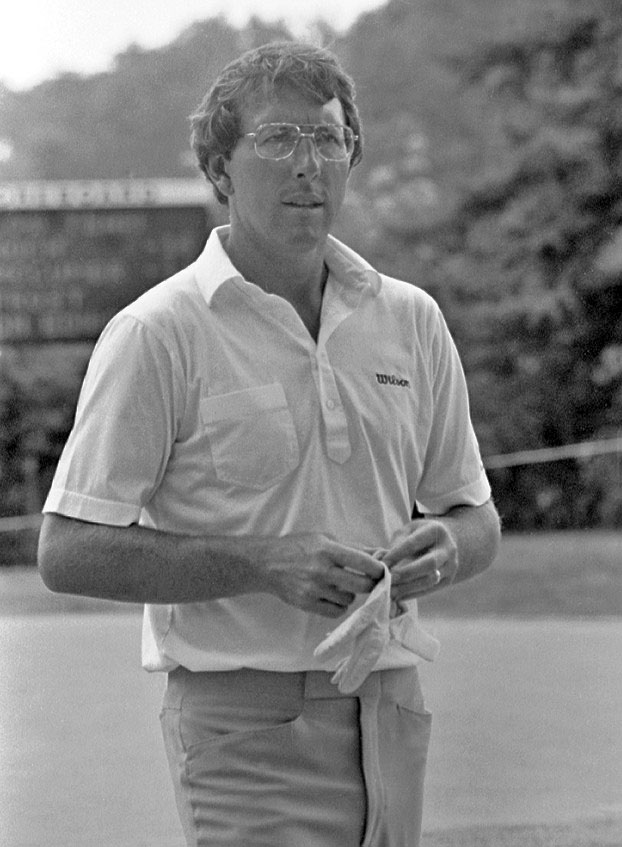
Hale Irwin fotografiado en 1986

Hale S. Irwin (Joplin, Missouri, Estados Unidos, 3 de junio de 1945) es un golfista estadounidense que obtuvo 20 victorias y 165 top 10 a lo largo de su carrera en el PGA Tour. Ganó el Abierto de los Estados Unidos de 1974, 1979 y 1990, y resultó segundo en el Abierto Británico de 1983, y tercero en el Abierto de los Estados Unidos de 1975, logrando un total de 11 top 5 y 20 top 10 en torneos majors.
Irwin vivió su infancia en Baxter Springs, Kansas, y se mudó a la edad de 14 años a Boulder, Colorado. Estudió en la Universidad de Colorado, donde fue campeón de golf de la División I de la NCAA 1996 y figuró dos temporadas en el equipo ideal de la conferencia Big Eight de fútbol americano. Se graduó en marketing en 1967 y se convirtió en golfista profesional en 1968.
Este golfista resultó tercero en la lista de ganancias del PGA Tour en la temporada 1976, cuarto en 1975 y 1977, sexto en 1974 y 1990, séptimo en 1973, 1978 y 1981 y décimo en 1994. 
Aparte de sus victorias en el PGA Tour, Irwin venció en el Campeonato Mundial de Match Play de 1974 y 1975, resultando además segundo en 1976. También ganó el Campeonato de la PGA Australiana de 1978, el Campeonato de la PGA Sudafricana de 1978 y el Abierto de Brasil de 1982
Por otra parte, disputó cinco ediciones de la Copa Ryder con la selección estadounidense, donde consiguió 14 puntos en 20 partidos; la Copa de Presidentes de 1994, donde ganó dos partidos de tres; y la Copa Mundial de Golf de 1974 y 1979, donde resultó campeón individual y de equipos en 1979.
Al cumplir 50 años en 1995, Irwin comenzó a jugar en el Senior PGA Tour. Ostenta el récord de triunfos en el circuito de veteranos con 45, y se ubica segundo en mayor cantidad de majors conquistados con siete: el Campeonato de la PGA de Veteranos de 1996, 1997, 1998 y 2004, el Abierto de los Estados Unidos de Veteranos de 1998 y 2000, y el Senior Players Championship de 1999. Obtuvo el primer puesto en la lista de ganancias de 1997, 1998 y 2002, segundo en 1996, 1999, 2004 y 2005, y tercero en 2000 y 2001.
Hale irwin ingresó en el Salón de la Fama del Golf Mundial en 1992, el Salón de la Fama de Colorado en 1986 y el Salón de la Fama de Missouri en 1994. En 1986 fundó la empresa Hale Irwin Golf Design, junto con su hijo Steve Irwin, y ha diseñado más de 20 campos de golf.